# Burgerwiesen
Burgerwiesen ist ein Ort, eine Ortschaft und eine Katastralgemeinde der Gemeinde Altenburg im Bezirk Horn in Niederösterreich. Die Ortschaft hat 145 Einwohner (Stand 1. Jänner 2025).

## Geografie
Der Ort liegt am südlichen Rand des Horner Beckens. Die Seehöhe in der Ortsmitte beträgt 361 Meter. Die Fläche der Katastralgemeinde umfasst 2,47 km².
Burgerwiesen hat die Postleitzahl 3591.

## Bevölkerungsentwicklung
| 1830 | 1846 | 1869 | 1951 | 1961 | 1971 | 1991 | 2001 |
| ---- | ---- | ---- | ---- | ---- | ---- | ---- | ---- |
| 80   | 81   | 62   | 90   | 99   | 111  | 160  | 166  |

## Geschichte
Burgerwiesen wird erstmals in einem im Jahr 1076 gefertigten Stiftsbrief des Klosters St. Nikolai bei Passau als Purchwisen genannt; weiters in der Stiftungsurkunde des Stiftes Altenburg vom 25. Juli 1144, in der ein Lanthfrid de Burgaerewisen u. a. als Zeuge auftritt.
In anderen Quellen wird der Ort als Purchartiswisin erwähnt.
Der Ort war als Ortsteil von Altenburg politisch nie selbstständig. Seine Geschichte ist eng mit der des Stiftes Altenburg verbunden. Im Jahr 1822 wurde der Ort als Dorf mit 19 Häusern genannt, das nach Altenburg eingepfarrt war, wohin auch die Kinder eingeschult wurden. Die Herrschaft Altenburg besaß die Ortsobrigkeit und besorgte die Konskription. Die Landgerichtsbarkeit wurde von der Herrschaft Horn ausgeübt. Die Untertanen und Grundholde des Ortes gehörten den Herrschaften Stift Altenburg, Thurnhof und Horn.
In seiner Topografie aus dem Jahr 1839 zählte F. X. Joseph Schweikhardt in Burgerwiesen 15 Häuser mit 16 Familien (42 männliche und 38 weibliche Personen) sowie 11 Schulkinder; ferner: 10 Pferde, 14 Ochsen, 24 Kühe, 8 Ziegen, 56 Schafe und 28 Schweine (Stallfütterung gibt es nicht). Laut Adressbuch von Österreich waren im Jahr 1938 in Burgerwiesen ein Gastwirt, ein Schneider und mehrere Landwirte ansässig.

## Wirtschaft und Infrastruktur
Burgerwiesen liegt an der Böhmerwald Straße (B38). Das Linienbusunternehmen PostBus fährt in Burgerwiesen die Haltestelle Burgerwiesen der Linie 1923 (Horn – Rastenfeld) an. Der nächstgelegenen Bahnhöfe der ÖBB sind Horn NÖ und Rosenburg an der Kamptalbahn.